# B2B-Center
B2B-Center — российская ИТ-компания, которая занимается разработкой программного обеспечения для корпоративных закупок и продаж. Основной продукт компании — одноименная электронная торговая площадка. Главный офис компании расположен в Москве, офисы также есть в Минске и Брянске.

## История компании
Компания была основана в 2002 году и стала одним из первых игроков на российском рынке e-commerce в сегменте business-to-business. Изначально на созданной B2B-Center площадке организовывали свои закупки компании электроэнергетического сектора, в частности, РАО «ЕЭС России». Позднее тендеры начали объявлять и заказчики из других отраслей — машиностроения, оборонной промышленности, металлургии, нефтехимии и проч.
В 2007 году 30 % акций компании в равных долях приобрели инвестиционная группа «Русские фонды» и инвестиционная компания Digital Sky Technologies.
В 2012 году 34 % акций приобрел консорциум инвестиционных фондов во главе с Da Vinci Capital. В 2013 году владельцем 23 % акций компании стал фонд прямых инвестиций «Эльбрус Капитал».
В 2021 году «РТС-Тендер» приобрел 100% акций в уставном капитале компании.

## Награды и рейтинги
В 2009 году B2B-Center стал лауреатом премии «Компания года 2009» в номинации «Услуги/ Информационные технологии».
В 2010 году компания награждена почетным знаком «Лидер бизнеса СНГ» за один из лучших интеграционных проектов для стран Содружества.
С 2010 года B2B-Center входит в число крупнейших российских ИТ-компаний по версии агентства «РАЭКС Аналитика» , с 2011 года — по версии CNews, с 2014 года — по версии журнала «Деньги», с 2017 года — по версии РБК+.
По итогам 2013, 2015—2017 годов агентство «РАЭКС Аналитика» признавало электронную торговую площадку B2B-Center лучшей в России по уровню удовлетворенности клиентов качеством услуг. По результатам 2014 года — площадка возглавляла рэнкинг ЭТП с самой гибкой и широкой функциональностью. По итогам 2018 года — возглавляла рейтинги площадок по уровню конкуренции в торгах, гибкости и широте функциональности, удобству и полноте контрольных и аналитических инструментов, а также качеству клиентской и технической поддержки. По итогам 2019 года — возглавляла рейтинги площадок по уровню конкуренции в торгах и качеству клиентской поддержки. По итогам 2020 года B2B-Center занял первое место в номинациях «гибкость и широта торгово-закупочного функционала» и «качество клиентской технической поддержки».
С 2014 года B2B-Center входит в рейтинг крупнейших поставщиков SaaS в России.
С 2015 года компания входит в рейтинг крупнейших ИТ-консультантов. С 2016 года — в рейтинг крупнейших поставщиков услуг ИТ-поддержки и ИТ-услуг.
В 2017 году B2B-Center стал победителем ZERO PAPER AWARD-2017 в номинации «Инновационность» с проектом «Автоматизация взыскания дебиторской задолженности».
C 2017 года B2B-Center входит в рейтинг "20 самых дорогих компаний рунета", который составляет Forbes. В 2020 году компания заняла двадцатую позицию в этом рейтинге. По оценкам экспертов, стоимость компании в 2020 году составила 95 миллионов долларов.

## Деятельность

### Электронная торговая площадка B2B-Center
B2B-Center развивает собственную электронную торговую площадку, в том числе с использованием технологии искусственного интеллекта. На ней ежедневно проводится свыше 6500 торгов — это коммерческие тендеры и закупки госкомпаний, которые регламентированы Федеральным законом № 223-ФЗ.
В 2018 году число торгов на площадке превысило 1 миллион, а их общая сумма — 15 трлн рублей. По данным Министерства финансов Российской Федерации, по итогам 2019 года B2B-Center вошла в 10 крупнейших ЭТП по количеству и сумме торгов, проходящих в рамках закона № 223-ФЗ. За 2019 год на площадке прошло 234 тысячи торгов на 2,2 трлн рублей, за 2020 —. 244 тысячи торгов на 2,7 трлн рублей. B2B-Center предлагает систему облачных сервисов для организации закупок «под ключ».

### Другие продукты компании
- Корпоративные электронные площадки для отдельных заказчиков[58][59][60][61].
- Корпоративные интернет-магазины для закупок стандартной продукции[62].
- «Мой справочник НСИ» — сервис для управления нормативно-справочной информацией[63][64][65][66][67][68][69][70][71] и каталог[72][73].
- «Облачная логистика» — CRM для отдела логистики. B2B-Center купил сервис по организации перевозок в 2021 году[74].
- Аккредитация и квалификация поставщиков[75][76][77].
- Модуль «Управление поставщиками»[78].
- Простая электронная подпись и ЭДО[79][80][81].
- Торги на продажу[82].
- Финансовые сервисы (факторинг, банковская гарантия и другие)[83][84][85][86].

### Регионы присутствия
ETS-Тендер — совместный продукт B2B-Center и товарной биржи ЕТС в Казахстане. Электронная торговая площадка в Казахстане, на которой проходят закупки коммерческих компаний и субъектов естественных монополий. Объем торгов на ЭТП  ETS-Тендер превысил 500 млрд тенге. Поставщики из России могут участвовать в закупках на ETS-Тендер с российской электронной подписью.

### Клиенты компании
Для автоматизации закупочной деятельности сервисы B2B-Center используют крупнейшие компании России из всех основных отраслей экономики.
Энергетика: «Росатом», «Хуадянь-Тенинская ТЭЦ», «Башкирская электросетевая компания», «Генерирующая компания», «Дальневосточная распределительная сетевая компания», энергетические компании Западно-Сибирского региона.
Розничная торговля: сеть «Пятёрочка», сеть Fix Price, Группа компаний «Обувь России».
Телекоммуникации и ИТ: «МегаФон», «ВымпелКом», IaaS-провайдер Selectel.
Промышленность: «СИБУР Холдинг», «Металлоинвест», Магнитогорский металлургический комбинат, Polymetal, «Кордиант», Омск Карбон Групп, «Омский каучук», группа «СТАН»,  ГК «ИНВЭНТ»,  холдинг «Русклимат», «ТЯЖМАШ», НПФ "Пакер", «Минудобрения».
Агропромышленный комплекс: «РУСАГРО»,  агрохолдинг «Промагро», холдинг «Сибагро», «Приосколье», «Мираторг».
HoReCa: сеть кофеен «Шоколадница».
Строительство: «Трансстрой», группа «Самолёт», девелопер «Главстрой» , группа компаний ПИК, ГК ФСК, «Донская сервисная компания», «Глобалстрой-Инжиниринг».
Банки и страхование: банк «Уралсиб», СК «Согласие», СК «Росгосстрах»,  группа «АльфаСтрахование», Московская биржа, Московский кредитный банк, «Альфа-Банк», «ФК Открытие», Ак Барс Банк, «Ренессанс Кредит».